# Leszek Kamiński
Leszek Kamiński (Varsavia, 5 marzo 1929 – Varsavia, 3 ottobre 2012) è stato un cestista polacco.

## Carriera
Con la Polonia ha disputato i Campionati europei del 1955.

## Palmarès
- Campionato polacco: 4

Legia Varsavia: 1955-56, 1956-57, 1959-60, 1960-61